# Крапина (река)
Кра́пина — река в Хорватии, левый приток Савы.
Длина — 75 км. Исток реки находится на склонах горного хребта Иваншчица около деревни Будиншчина (10 км к северо-востоку от Златара), впадает Крапина в Саву возле города Запрешич. Основное направление течения — сначала на юго-запад, затем на юг. Притоки — Крапиница, Костельина.
Крупнейшие населённые пункты на реке — города Забок и Запрешич.
На всём протяжении Крапина не судоходна.
В деревне Купленово (10 км выше устья) проводится мониторинг гидрологии реки.